# Klinik Stephanshorn
Die Klinik Stephanshorn ist ein Spital in St. Gallen. Sie steht auf der Spitalliste des Kantons St. Gallen, der ihr damit Leistungsaufträge zur medizinischen Grundversorgung erteilt hat. Die Klinik ging 1978 aus dem Zusammenschluss der Privatkliniken Blumenau und Nokterianum hervor und ist Teil der Hirslanden-Gruppe. Im Geschäftsjahr 2023/24 wurden an der Klinik 7'6354 stationäre Patienten von 138 Fachärzten behandelt.

## Lage
Die Klinik Stephanshorn liegt im Ostteil der Stadt St. Gallen.

## Geschichte
Die Klinik Stephanshorn ging aus dem Zusammenschluss der Privatkliniken Blumenau und Nokterianum hervor und wurde 1978 eröffnet. Die Klinik Blumenau wurde 1918, die Klinik Notkerianum 1924 gegründet, letztere durch die Menzinger Schwestern. Seit 2010 ist die Klinik Stephanshorn Teil der Hirslanden-Gruppe. Im Jahr 2013 wurde ein Gesundheitszentrum mit einer 24-h-Notfallaufnahme in Betrieb genommen.

## Kennzahlen
An der Klinik Stephanshorn sind 602 Mitarbeiter sowie 138 Belegärzte und angestellte Ärzte tätig. Die Einrichtung verfügt über 109 Betten, 7 Operationssäle und 3 Gebärzimmer. Im Geschäftsjahr 2023/24 wurden 7'654 stationäre Patienten behandelt und 9'211 Patienten haben die Notfallstation aufgesucht. Im selben Zeitraum kamen 654 Kinder an der Klinik Stephanshorn zur Welt.

## Fachgebiete
| Fachgebiet                  | behandelte, stationäre Patienten 2023/2024 |
| --------------------------- | ------------------------------------------ |
| Orthopädie/Sportmedizin     | 1010                                       |
| Gynäkologie/Geburtshilfe    | 1464                                       |
| Chirurgie/Viszeralchirurgie | 1644                                       |
| Innere Medizin              | 635                                        |
| Urologie                    | 1218                                       |